# Kadarka
A kadarka Magyarországon gyakori kék szőlőfajta, melyből a hasonló nevű bor készül.

## Eredete, elterjedtsége
Származása bizonytalan; egyesek Kis-Ázsiai eredetűnek tartják, mások pedig Albániát jelölik meg származási helyéül. A neve az albániai Shkodra város szerbhorvát „Skadar” nevéből ered. Magyarországra a Balkán-félszigetről került, valószínűleg szerb közvetítéssel, a török kiűzését követően, a 18. században. Hazánkban gyorsan elterjedt és a reformkorban már szinte minden borvidékünkön termesztették; napjainkra  termőterületei lecsökkentek. Leghíresebbekké az alföldi Kadarka (Kiskőrös) és a szekszárdi Kadarka borok váltak. A magyar borvidékek közül a kadarka igazi otthona a Kunsági illetve a szekszárdi borvidék, de a Villány–Siklósi borvidék és az Egri borvidék területén is termesztik.

## Jellemzői
Tőkéje még a sovány homokon is erős növekedésű, hajtásai mereven felállóak, ezért támasz nélkül (ún. gyalogműveléssel) is termeszthető. Rendkívül igénytelen, edzett, jó szárazságtűrő fajta. Levele sötétzöld, fényes, hólyagos felületű, durva tapintású. Fürtje hengeres, tömött, közepes méretű, szereti a földközeli, hagyományos fakaros telepítést. Napfényigénye magas. Bogyói kékesfeketék, árnyékos oldalukon néha zöldeskékek. Késői érésű fajta, de rothadékonysága és fagyérzékenysége miatt gyakran már szeptemberben szüretelik, alacsony mustfokkal és kevés színanyaggal. Jó fekvésben és kedvező évjárat esetén a 18-20 mustfokot is elérheti. Általában bőtermő, de termőképességét erősen befolyásolják a termékenyülés viszonyai.
Bora – jó érés esetén – kiemelkedően fűszeres zamatú. Kötöttebb és löszös talajon magasabb minőségű, testesebb vörösborokat, míg lazább homoktalajon vékonyabb, üdébb borokat terem.

## Külső hivatkozás
- Kadarka[halott link]
- Kadarka fajtaleírás